# Øvre Dividal nationalpark
Øvre Dividal nationalpark ligger i Målselv kommune i Troms fylke i Norge. Parken blev oprettet i 1971 og er på 750 km². Vandreruten Nordkalotruten passerer gennem nationalparken.

## Ekstern henvisning
- Wikimedia Commons har flere filer relateret til Øvre Dividal nationalpark
- Direktoratet for naturforvaltning, information om Øvre Dividal nationalpark Arkiveret 27. september 2007 hos  Wayback Machine

68°38′N 19°52′Ø / 68.63°N 19.87°Ø